# Rie Kugimiya
Rie Kugimiya (釘宮 理恵, Kugimiya Rie; Kumamoto, 30 de maio de 1979) é uma dubladora e cantora japonesa, afiliada da I'm Enterprise.
Alguns dos papéis de destaque de Kugimiya incluem Alphonse Elric em Fullmetal Alchemist, Happy em Fairy Tail e Kagura em Gintama. Além disso, por causa dos trabalhos que fez dando voz a personagens tsundere, como Nagi em Hayate no Gotoku!, Shana em Shakugan no Shana e Louise em Zero no Tsukaima, foi apelidada pelos seus fãs de "Rainha do Tsundere" ou "TsundeRie". Outras dublagens tsundere incluem Lotte em Astarotte no Omocha, Taiga Aisaka em Toradora!, Iori Minase em The Idolmaster e Aria H. Kanzaki em Aria the Scarlet Ammo.
Ela foi indicada para melhor dubladora feminina no papel principal no primeiro Seiyū Awards  por seu trabalho como Louise em Zero no Tsukaima e ganhou o prêmio de Melhor Atriz Coadjuvante como Mitsuki Saiga no segundo Seiyu Awards. No terceiro Seiyu Awards, ela ganhou o prêmio de Melhor Atriz pelo papel de Taiga Aisaka em Toradora!.

## Anime
| Ano  | Título                                                         | Personagem                                                | Ref.                |
| ---- | -------------------------------------------------------------- | --------------------------------------------------------- | ------------------- |
| 1999 | Excel Saga                                                     | Yukari                                                    |                     |
| 2000 | Hand Maid May                                                  | Cyberdoll Rena                                            | [ 1 ]               |
| 2000 | The Candidate for Goddess                                      | Ikhny Allecto                                             |                     |
| 2001 | Figure 17                                                      | Mina Sawada                                               | [ 1 ]               |
| 2001 | Gals!                                                          | Sayo Kotobuki                                             |                     |
| 2001 | Pokémon                                                        | Algumas cenas da Celebi                                   |                     |
| 2001 | Shingu: Secret of the Stellar Wars                             | Futaba Murata                                             |                     |
| 2002 | Cosplay Complex                                                | Delmo                                                     |                     |
| 2002 | Gravion                                                        | Brigetta                                                  |                     |
| 2002 | Pita Ten                                                       | Koboshi Uematsu                                           |                     |
| 2002 | Pokémon                                                        | Lily                                                      |                     |
| 2002 | Rizelmine                                                      | Rizel Iwaki                                               |                     |
| 2002 | The Twelve Kingdoms                                            | Taiki, Kaname Takasato (jovem)                            |                     |
| 2003 | Astro Boy                                                      | Nyanko                                                    |                     |
| 2003 | The Candidate for Goddess                                      | Ikhny Allecto                                             |                     |
| 2003 | Fullmetal Alchemist                                            | Alphonse Elric, Catherine Elle Armstrong                  |                     |
| 2003 | Guardian Hearts                                                | Hina                                                      |                     |
| 2003 | MegaMan NT Warrior                                             | Anetta                                                    |                     |
| 2003 | Zatch Bell!                                                    | Tia                                                       |                     |
| 2004 | Bleach                                                         | Karin Kurosaki, Nemu Kurotsuchi, Lily                     | [ 1 ]               |
| 2004 | Burn-Up Scramble                                               | Maya Jingu                                                | [ 1 ]               |
| 2004 | Canvas 2: Niji Iro no Sketch                                   | Haruna (ep. 12)                                           |                     |
| 2004 | Gakuen Alice                                                   | Hotaru Imai                                               | [ 2 ]               |
| 2004 | Gravion                                                        | Brigetta                                                  |                     |
| 2004 | Magical Girl Lyrical Nanoha                                    | Alisa Bannings                                            |                     |
| 2004 | Maria-sama ga Miteru                                           | Toko Matsudaira                                           |                     |
| 2004 | Midori no Hibi                                                 | Kota Shingyoji                                            |                     |
| 2004 | Mirmo Zibang!                                                  | Murumo                                                    |                     |
| 2004 | 2x2 = Shinobuden                                               | Miyabi                                                    | [ 1 ]               |
| 2004 | Yakitate!! Japan                                               | Monica Adenauer                                           |                     |
| 2005 | Bokusatsu Tenshi Dokuro-chan                                   | Sabato-chan                                               |                     |
| 2005 | Erementar Gerad                                                | Tickle "Tilel" Selvatlos                                  |                     |
| 2005 | Guardian Hearts                                                | Hina                                                      |                     |
| 2005 | Loveless                                                       | Kouya Sakagami                                            |                     |
| 2005 | Magical Girl Lyrical Nanoha A's                                | Alisa Bannings                                            |                     |
| 2005 | MÄR                                                            | Belle                                                     |                     |
| 2005 | Otogi-Jūshi Akazukin                                           | Ringo Kinoshita                                           |                     |
| 2005 | Paradise Kiss                                                  | Isabella (ep. 10)                                         |                     |
| 2005 | Shakugan no Shana                                              | Shana                                                     |                     |
| 2005 | Trinity Blood                                                  | Peter                                                     |                     |
| 2006 | Buso Renkin                                                    | Victoria                                                  |                     |
| 2006 | Chocotto Sister                                                | Yurika Hanayamada                                         |                     |
| 2006 | Digimon Savers                                                 | Ikuto Noguchi                                             |                     |
| 2006 | Ghost Hunt                                                     | Masako Hara                                               |                     |
| 2006 | Gintama                                                        | Kagura                                                    | [ 2 ]               |
| 2006 | Honey & Clover                                                 | Shinobu Morita (jovem)                                    |                     |
| 2006 | Otogi-Jūshi Akazukin                                           | Ringo Kinoshita                                           |                     |
| 2006 | Tokimeki Memorial Only Love                                    | Momo Aikawa                                               |                     |
| 2006 | Utawarerumono                                                  | Kamyu                                                     |                     |
| 2006 | Zero no Tsukaima                                               | Louise Françoise le Blanc de la Vallière                  | [ 1 ]               |
| 2007 | Deltora Quest                                                  | Neridah                                                   |                     |
| 2007 | Eiga de Tōjō! Tamagotchi Dokidoki! Uchū no Maigotchi!?         | Mametchi                                                  |                     |
| 2007 | Hayate no Gotoku!                                              | Nagi Sanzenin                                             |                     |
| 2007 | Heroic Age                                                     | Mayl, Tayl                                                | [ 1 ]               |
| 2007 | Hidamari Sketch                                                | Chika                                                     |                     |
| 2007 | Let's Go! Tamagotchi                                           | Mametchi                                                  |                     |
| 2007 | Mobile Suit Gundam 00                                          | Nena Trinity                                              |                     |
| 2007 | Potemayo                                                       | Nene Kasugano, Tomari Seki                                |                     |
| 2007 | Rental Magica                                                  | Mikan Katsuragi, Kaori Katsuragi                          |                     |
| 2007 | Shakugan no Shana                                              | Shana                                                     | [ 1 ]               |
| 2007 | Zero no Tsukaima ~Futatsuki no Kishi~                          | Louise Françoise le Blanc de la Vallière                  | [ 1 ]               |
| 2008 | Akaneiro ni Somaru Saka                                        | Yuuhi Katagiri                                            |                     |
| 2008 | Tamagotchi: Happiest Story in the Universe!                    | Mametchi                                                  |                     |
| 2008 | Hidamari Sketch × 365                                          | Chika                                                     |                     |
| 2008 | Kemeko Deluxe!                                                 | Misaki Hayakawa                                           |                     |
| 2008 | Kyōran Kazoku Nikki                                            | Mujaki Serpent                                            |                     |
| 2008 | Linebarrels of Iron                                            | Izuna Endo                                                |                     |
| 2008 | Mnemosyne                                                      | Mimi                                                      |                     |
| 2008 | Mobile Suit Gundam 00                                          | Nena Trinity                                              |                     |
| 2008 | Nabari no Ou                                                   | Miharu Rokujo                                             |                     |
| 2008 | Nodame Cantabile                                               | Catherine                                                 |                     |
| 2008 | Rosario + Vampire                                              | Mizore Shirayuki                                          |                     |
| 2008 | Rosario + Vampire: Capu2                                       | Mizore Shirayuki                                          |                     |
| 2008 | Zero no Tsukaima ~Princesses no Rondo~                         | Louise Françoise le Blanc de la Vallière                  | [ 1 ]               |
| 2008 | Toradora!                                                      | Taiga Aisaka                                              | [ 1 ]               |
| 2008 | Zettai Karen Children                                          | Mio, Momotarō, Minamoto (jovem), Nagi                     |                     |
| 2008 | Wagaya no Oinari-sama                                          | Shiro, Tsukuyomi                                          |                     |
| 2009 | Basquash!                                                      | Flora Skybloom                                            |                     |
| 2009 | Fairy Tail                                                     | Happy                                                     | [ 2 ]               |
| 2009 | Fullmetal Alchemist: Brotherhood                               | Alphonse Elric, Xiao Mei, Truth, Catherine Elle Armstrong | [ 2 ]               |
| 2009 | Gintama                                                        | Paródia de Dende (ep. 119)                                | [ 2 ]               |
| 2009 | Hayate the Combat Butler                                       | Nagi Sanzenin                                             |                     |
| 2009 | Hetalia: Axis Powers                                           | Liechtenstein, Latvia                                     |                     |
| 2009 | Tenchi Muyo! War on Geminar                                    | Lan                                                       |                     |
| 2009 | Jigoku Shōjo Mitsuganae                                        | Shinohara Usagi (ep. 15)                                  |                     |
| 2009 | Kanamemo                                                       | Mika Kujiin                                               |                     |
| 2009 | Maria-sama ga Miteru                                           | Toko Matsudaira                                           |                     |
| 2009 | Nogizaka Haruka no Himitsu                                     | Alistia Rein, Tōka Tennōji                                |                     |
| 2009 | Queen's Blade -Rurō no Senshi- TV                              | Melona                                                    |                     |
| 2009 | Saki                                                           | Yuki Kataoka                                              | [ 1 ]               |
| 2009 | Shugo Chara!                                                   | Sakurai Yua                                               |                     |
| 2009 | Shakugan no Shana                                              | Shana                                                     |                     |
| 2009 | Tamagotchi!                                                    | Mametchi                                                  |                     |
| 2009 | Tatakau Shisho                                                 | Akito                                                     |                     |
| 2009 | Umineko no Naku Koro ni                                        | Shannon                                                   |                     |
| 2010 | Dance in the Vampire Bund                                      | Hysterica                                                 |                     |
| 2010 | Hidamari Sketch                                                | Chika                                                     |                     |
| 2010 | Hyakka Ryōran Samurai Girls                                    | Yukimura Sanada                                           |                     |
| 2010 | Inazuma Eleven                                                 | Toramaru Utsunomiya, Rushe                                |                     |
| 2010 | Jewelpet                                                       | Marianne                                                  |                     |
| 2010 | Kaichou wa Maid-Sama                                           | Rose (ep. 24)                                             |                     |
| 2010 | Ladies versus Butlers!                                         | Kaoru Daichi                                              |                     |
| 2010 | Mobile Suit Gundam 00 The Movie: A Wakening of the Trailblazer | Mehna Carmine                                             |                     |
| 2010 | Ōkami-san to Shichinin no Nakama-tachi                         | Mimi Usami                                                |                     |
| 2010 | Pokémon: Zoroark: Master of Illusions                          | Celebi                                                    |                     |
| 2010 | Toaru Majutsu no Index                                         | Agnese Sanctis                                            |                     |
| 2011 | Aria the Scarlet Ammo                                          | Kanzaki H. Aria                                           |                     |
| 2011 | Astarotte no Omocha!                                           | Astarotte Ygvar                                           | [ 7 ]               |
| 2011 | Dragon Crisis!                                                 | Rose                                                      | [ 1 ]               |
| 2011 | Freezing                                                       | Cassie Lockheart                                          |                     |
| 2011 | Gintama                                                        | Kagura                                                    | [ 1 ]               |
| 2011 | Heart no Kuni no Alice                                         | Alice Liddel                                              |                     |
| 2011 | Inazuma Eleven GO                                              | Toramaru Utsunomiya                                       |                     |
| 2011 | Kaitō Tenshi Twin Angel                                        | Hazuki Kurumi                                             |                     |
| 2011 | Kämpfer für die Liebe                                          | Bakuhatsu Penguin                                         |                     |
| 2011 | Kyousogiga                                                     | Koto                                                      |                     |
| 2011 | Persona 4: The Animation                                       | Rise Kujikawa                                             |                     |
| 2011 | Saint Seiya: The Lost Canvas                                   | Phantasos                                                 |                     |
| 2011 | Shakugan no Shana III/FINAL                                    | Shana                                                     |                     |
| 2011 | The Idolmaster                                                 | Iori Minase                                               | [ 1 ]               |
| 2011 | Yondemasuyo, Azazel-san                                        | Kiyoko                                                    |                     |
| 2012 | Arashi no Yoru ni                                              | Mei                                                       |                     |
| 2012 | Battle Spirits Sword Eyes                                      | Haqua Estoc                                               |                     |
| 2012 | Ebiten: Kōritsu Ebisugawa Kōkō Tenmonbu                        | Yuka Iseda                                                |                     |
| 2012 | Gokicha                                                        | Chaba                                                     |                     |
| 2012 | Haiyore! Nyaruko-san                                           | Hasuta                                                    |                     |
| 2012 | Hayate the Combat Butler: Can't Take My Eyes Off You           | Nagi Sanzenin                                             |                     |
| 2012 | Kill Me Baby                                                   | Unused Character                                          |                     |
| 2012 | Kingdom                                                        | Karyō Ten                                                 |                     |
| 2012 | Koi to Senkyo to Chocolate                                     | Yuina Oosawa                                              |                     |
| 2012 | Saki                                                           | Yuki Kataoka                                              | [ 1 ]               |
| 2012 | Shining Hearts: Shiawase no Pan                                | Melty                                                     |                     |
| 2012 | Recorder to Randoseru                                          | Atsumi Miyagawa                                           |                     |
| 2012 | Robotics;Notes                                                 | Airi                                                      | [ 1 ]               |
| 2012 | Zero no Tsukaima F                                             | Louise Françoise le Blanc de la Vallière                  | [ 1 ]               |
| 2013 | Dokidoki! PreCure                                              | Madoka Aguri / Cure Ace                                   |                     |
| 2013 | Haiyore! Nyaruko-san                                           | Hasuta                                                    |                     |
| 2013 | Hayate the Combat Butler: Cuties!                              | Nagi Sanzenin                                             |                     |
| 2013 | Hyakka Ryōran Samurai Girls                                    | Yukimura Sanada                                           |                     |
| 2013 | Kingdom                                                        | Karyō Ten                                                 |                     |
| 2013 | Koi-ken!                                                       | Kikui Mari                                                |                     |
| 2013 | Ore no Imōto ga Konna ni Kawaii Wake ga Nai                    | Kanata Kurusu                                             | [carece de fontes?] |
| 2013 | Puchimas! Petit Idolmaster                                     | Io/Iori Minase                                            |                     |
| 2013 | RDG Red Data Girl                                              | Satoru Wamiya                                             | [ 8 ]               |
| 2013 | Zettai Karen Children                                          | Momotarō                                                  |                     |
| 2013 | Watashi ga Motenai no wa Dō Kangaetemo Omaera ga Warui!        | Kī-chan                                                   |                     |
| 2013 | Kyousougiga                                                    | Koto                                                      | [ 9 ]               |
| 2014 | Saki Zenkoku-hen                                               | Yuki Kataoka                                              | [ 1 ]               |
| 2014 | Noragami                                                       | Nora                                                      |                     |
| 2014 | No Game No Life                                                | Tet                                                       |                     |
| 2014 | Witch Craft Works                                              | Chronoire Schwarz VI                                      |                     |
| 2014 | Selector Infected WIXOSS                                       | Urisu                                                     | [ 10 ]              |
| 2014 | Mangaka-san to Assistant-san to                                | Sena Kuroi                                                |                     |
| 2014 | Fairy Tail                                                     | Happy                                                     |                     |
| 2014 | JoJo no Kimyo na Boken                                         | Anne                                                      |                     |
| 2014 | DokiDoki PreCure!                                              | Madoka Aguri / Cure Ace                                   |                     |
| 2014 | Trinity Seven                                                  | Sora                                                      |                     |
| 2014 | World Trigger                                                  | Kirie Konami                                              | [ 11 ]              |
| 2014 | Girl Friend Beta                                               | Matsuri Kagami                                            |                     |
| 2014 | Pokémon XY                                                     | Hina (ep.49)                                              |                     |
| 2015 | Punchline                                                      | Meika Taihatsu                                            |                     |
| 2015 | Tokyo Ghoul √A                                                 | Suzuya Juuzou                                             |                     |
| 2015 | World Trigger                                                  | Kirie Konami                                              |                     |
| 2015 | World Break: Aria of Curse for a Holy Swordsman                | Arlene Highbury                                           |                     |
| 2015 | Aria the Scarlet Ammo AA                                       | Aria H. Kanzaki                                           |                     |
| 2015 | Blood Blockade Battlefront                                     | White, Black                                              |                     |
| 2015 | Gintama                                                        | Kagura                                                    |                     |
| 2015 | K                                                              | Sukuna Gojō                                               |                     |
| 2015 | Noragami Aragato                                               | Nora                                                      |                     |
| 2015 | Sore ga Seiyuu!                                                | Ela mesma                                                 |                     |
| 2015 | Yurikuma Arashi                                                | Milne                                                     |                     |

### OVA
| Ano  | Título                              | Personagem   | Ref.  |
| ---- | ----------------------------------- | ------------ | ----- |
| 2004 | Negima: Mo Hitotsu no Sekai         | Tsukuyomi    |       |
| 2011 | Toradora!                           | Taiga Aisaka |       |
| 2012 | Fairy Tail                          | Happy        | [ 2 ] |
| 2012 | Kenichi: The Mightiest Disciple OVA | Miu Furinji  |       |

### OAD
| Ano  | Título    | Personagem | Ref.   |
| ---- | --------- | ---------- | ------ |
| 2013 | ChocoTan! | Chocotan   | [ 12 ] |

### Filmes de anime
| Ano  | Título                                                                                      | Personagem              | Ref.   |
| ---- | ------------------------------------------------------------------------------------------- | ----------------------- | ------ |
| 2005 | Fullmetal Alchemist the Movie: Conqueror of Shamballa                                       | Alphonse Elric          |        |
| 2006 | Bleach: Memories of Nobody                                                                  | Karin Kurosaki          | [ 1 ]  |
| 2007 | Bleach: The DiamondDust Rebellion                                                           | Karin Kurosaki          | [ 1 ]  |
| 2007 | Shakugan no Shana: The Movie                                                                | Shana                   |        |
| 2007 | Eiga de Tōjō! Tamagotchi Dokidoki! Uchū no Maigotchi!?                                      | Mametchi                |        |
| 2007 | Yes! PreCure 5 the Movie: Miraculous Adventure in the Mirror Kingdom                        | Dark Lemonade           |        |
| 2010 | Gintama: The Movie                                                                          | Kagura                  |        |
| 2010 | Crayon Shin-chan: Super-Dimension! The Storm Called My Bride                                | Tamiko Kaneari          |        |
| 2010 | Mahou Shoujo Lyrical Nanoha THE MOVIE 1st                                                   | Alisa Bannings          |        |
| 2010 | Pokémon: Zoroark: Master of Illusions                                                       | Celebi                  |        |
| 2011 | Fullmetal Alchemist: The Sacred Star of Milos                                               | Alphonse Elric          |        |
| 2011 | Hayate the Combat Butler! Heaven Is a Place on Earth                                        | Nagi Sanzenin           |        |
| 2012 | Fairy Tail the Movie: Phoenix Priestess                                                     | Happy                   | [ 2 ]  |
| 2012 | Mahou Shoujo Lyrical Nanoha THE MOVIE 2nd A's                                               | Alisa Bannings          |        |
| 2013 | Dokidoki! PreCure the Movie: Mana's Getting Married!!? The Dress of Hope Tied to the Future | Aguri Madoka / Cure Ace |        |
| 2013 | Gintama: The Movie: The Final Chapter: Be Forever Yorozuya                                  | Kagura                  | [ 2 ]  |
| 2014 | Santa Company                                                                               | Thomas                  | [ 13 ] |
| 2015 | Pokémon the Movie: Hoopa and the Clash of Ages                                              | Hoopa                   |        |

### Séries e desenhos animados
| Ano  | Título                     | Personagem                    | Ref. |
| ---- | -------------------------- | ----------------------------- | ---- |
| 2003 | Save-Ums!                  | Custard                       |      |
| 2004 | Peppa Pig                  | Peppa Pig                     |      |
| 2005 | Mortuary                   | Jamie Doyle                   |      |
| 2005 | Xi Yangyang Yu Hui Tailang | Beauty Goat                   |      |
| 2006 | Ruby Gloom                 | Ruby Gloom                    |      |
| 2007 | The Golden Compass         | Lyra Belacqua                 |      |
| 2007 | Resident Evil: Extinction  | White Queen                   |      |
| 2007 | The Simpsons               | Darcy                         |      |
| 2007 | Drama Total                | Sayo, Ruby Gloom, Lily, Ikuto |      |
| 2009 | The Fourth Kind            | Ashley Tyler                  |      |
| 2009 | Harper's Island            | Madison Allen                 |      |
| 2009 | Revolutionary Road         | Jennifer Wheeler              |      |
| 2010 | Piranha 3D                 | Laura Forester                |      |
| 2012 | The Hunger Games           | Primrose Everdeen             |      |

### Videogames
|  | Ano  | Título                                    | Personagem      | Ref.   |
|  | ---- | ----------------------------------------- | --------------- | ------ |
|  | 2005 | THE iDOLM@STER                            | Iori Minase     |        |
|  | 2005 | Yakuza                                    | Haruka Sawamura |        |
|  | 2006 | Yakuza 2                                  | Haruka Sawamura |        |
|  | 2008 | Ryu Ga Gotoku Kenzan!                     | Haruka          |        |
|  | 2008 | Tales of Symphonia: Dawn of the New World | Marta           |        |
|  | 2009 | Yakuza 3                                  | Haruka Sawamura |        |
|  | 2010 | Yakuza 4                                  | Haruka Sawamura |        |
|  | 2011 | Yakuza: Dead Souls                        | Haruka Sawamura |        |
|  | 2012 | ASURA'S WRATH                             | Mithra          | [ 14 ] |
|  | 2012 | Yakuza 5                                  | Haruka Sawamura |        |
|  | 2014 | Ryu Ga Gotoku Ishin!                      | Haruka          |        |
|  | 2014 | Guns Girl Z                               | Kiana Kaslana   |        |
|  | 2015 | League of Legends                         | Annie           | [ 15 ] |
|  | 2016 | Yakuza Kiwami                             | Haruka Sawamura |        |
|  | 2016 | Honkai Impact 3                           | Kiana Kaslana   |        |
|  | 2016 | Yakuza 6: The Song of Life                | Haruka Sawamura |        |
|  | 2017 | Eternal City                              | Ann             |        |
|  | 2017 | Yakuza Kiwami 2                           | Haruka Sawamura |        |
|  | 2019 | Mobile Legends: Bang Bang                 | Layla           |        |
|  | 2023 | Like a Dragon: Ishin!                     | Haruka          |        |

## Discografia

### Álbuns
- Kokohadoko (20 de junho de 2012)[16][17]

Faixas
1. "How I feel"
2. "Hane Uta Ai Hito" (ハネ・ウタ・アイ・ヒト)
3. "Foret Noire"
4. "Yume no Naka" (夢の中)
5. "Wonder"
6. "Orange" (オレンジ)

#### Singles
- Moete Koso Cosplay (22 de maio de 2002) (com Nogawa Sakura, Chiba Saeko, Shimizu Ai, Watanabe Akeno e Takahashi Chiaki)
- Kemeko Deluxe!  (29 de outubro de 2008) (com Saito Chiwa, Takahashi Mikako, Tomatsu Haruka, Shiraishi Ryoko, Kawasumi Ayako e Goto Mai)
- Orange (28 de janeiro de 2009) (abertura de Toradora!) (com Horie Yui e Kitamura Eri)
- Netsuretsu Kangei Wonderland (27 de maio de 2009) (encerramento de Saki) (com  Ueda Kana, Koshimizu Ami, Shiraishi Ryouko e Itou Shizuka)
- Kimi e to Tsunagu Kokoro (5 de agosto de 2009) (abertura de Kanamemo) (com Mizuhara Kaoru e Toyosaki Aki)
- Karakoi ~Dakara Shoujo wa Koi wo Suru~ (9 de setembro de 2009) (com Shiraishi Ryouko)
- buddy-body (23 de outubro de 2009) (encerramento de Queen's Blade: Gyokuza wo Tsugu Mono)  (com Itou Kanae e Goto Yuko)
- LOVE × HEAVEN (27 de janeiro de 2010) (abertura de Ladies versus Butlers!) (com  Nakahara Mai, Koshimizu Ami e Kawasumi Ayako)